# Operclipygus therondi
Operclipygus therondi är en skalbaggsart som beskrevs av Wenzel 1976. Operclipygus therondi ingår i släktet Operclipygus och familjen stumpbaggar. Inga underarter finns listade i Catalogue of Life.